# Gologanu
Gologanu – wieś w Rumunii, w okręgu Vrancea, w gminie Gologanu. W 2011 roku liczyła 3040
mieszkańców